# Yuki Shigeko

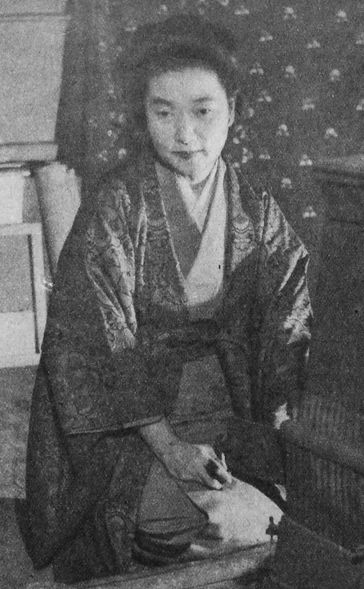
Shigeko Yuki, 1949

Yuki Shigeko (jap. 由起 しげ子; * 2. Dezember 1900 in Sakai; † 30. Dezember 1969) war eine japanische Schriftstellerin.

## Leben
Yukis Mutter starb, als sie zehn Jahre alt war. 1919 schrieb sie sich an der privaten Mädchenschule in Kōbe ein, um Musik zu studieren, gab dies jedoch auf, weil ihre Familie dagegen war. 1924 heiratete sie den Maler Ihara Usaburō (伊原 宇三郎, 1894–1976). Von 1925 bis 1929 lebte sie in Frankreich und studierte dort Komposition und Klavier.
Nachdem Yuki sich 1945 von Ihara geschieden hatte, begann sie aus finanziellen Gründen, Geschichten für Kinder zu schreiben. Der Herausgeber des Magazins Sakuhin (作品) überredete sie dazu, Romane zu verfassen. Für ihren zweiten Roman Hon no Hanashi erhielt sie schließlich 1949 den Akutagawa-Preis. Über 20 weitere Bücher folgten. Das 1951 erschienene Jochūkko wurde 1955 unter der Regie Tasaka Tomotakas (田坂 具隆) verfilmt.
Die Autorin starb 1969 an Diabetes und an einer Blutvergiftung.

## Werke (Auswahl)
- Yagurumasō, 1947
- Hon no hanashi (本の話)
- Kokubetsu, 1951
- Yubiwa no Hanashi, 1951
- Jochūkko (女中ッ子), 1951
- Fuyu no Ki, 1953
- Hyōhakku, 1954
- Akasaka no Kyōdai (赤坂の姉妹), 1960
- Keiyaku Kekkon (契約結婚), 1961
- Yasashii Otto (やさしい良人), 1963